# Ár (szerszám)

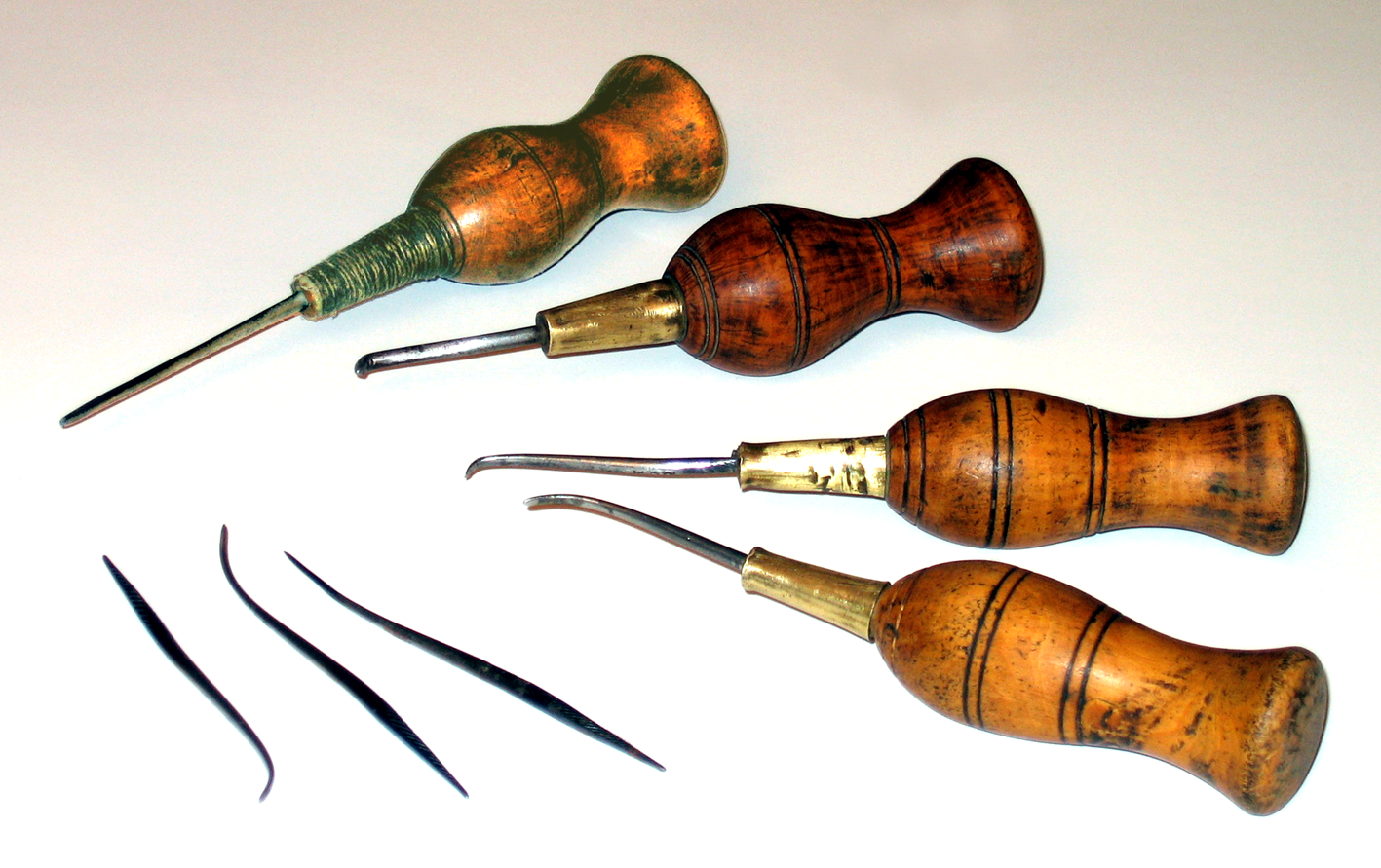
Cipészárak

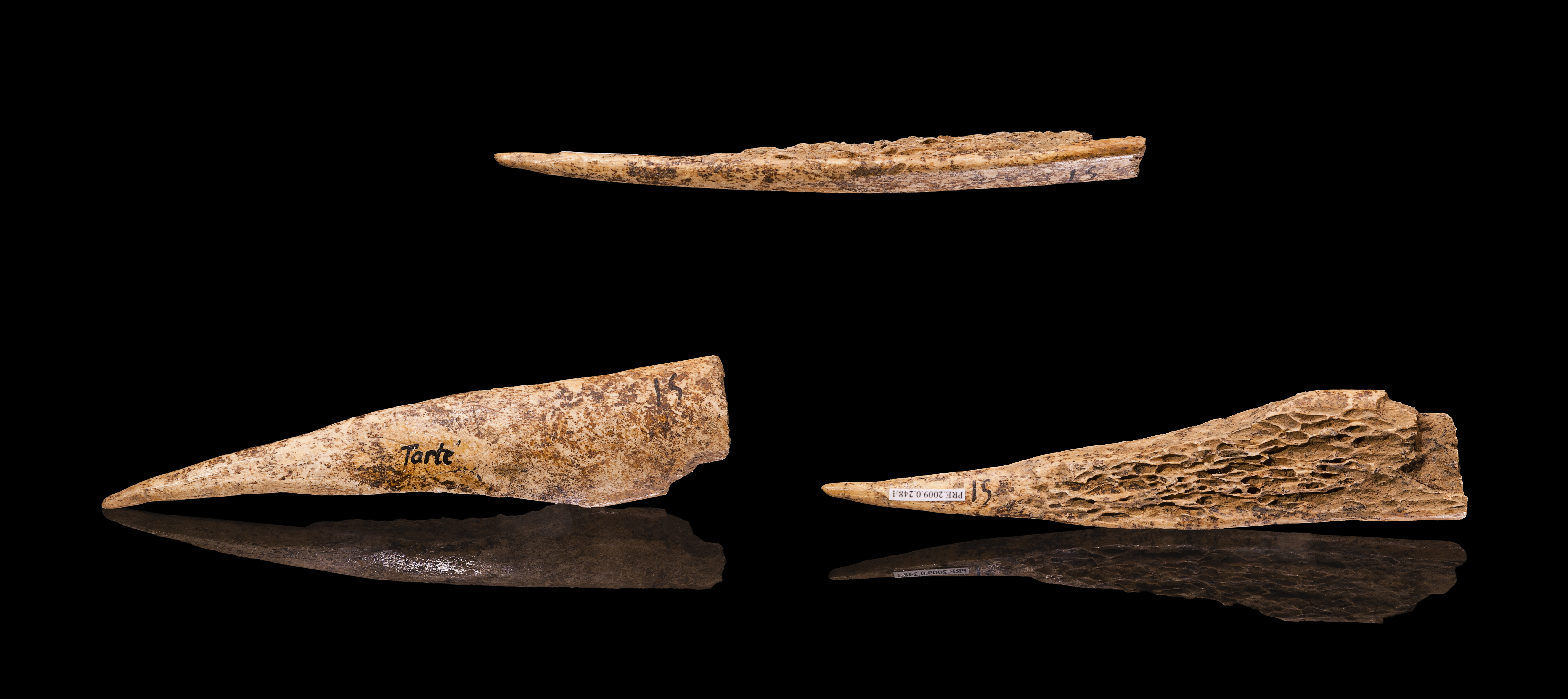
Szerszámok az őskőkorszakban

Az ár a felhasználandó anyag minőségének függvényében lehet: gömbölyű, négyszögletes vagy háromszög-keresztmetszetű, egyenes vagy hajlított acélszerszám, amelyet bőr, műbőr, műanyagok, fa átlyukasztására használnak. Leginkább vargák, nyergesek, bőrművesek, cipészek és könyvkötők használják.
Ár alatt apró tárgyak tűhegyre szedésére való vasat is értenek. Ilyen az aranyozó ár, amelyet az aranyozó iparban az aranylevélkék és egyéb részecskék felszedésére használnak.